# Indicateur
Pour les articles homonymes, voir Indicateur (homonymie).
 (octobre 2023).
Si vous disposez d'ouvrages ou d'articles de référence ou si vous connaissez des sites web de qualité traitant du thème abordé ici, merci de compléter l'article en donnant les références utiles à sa vérifiabilité et en les liant à la section « Notes et références ».
 (août 2023).
Un indicateur est un outil d'évaluation et d'aide à la décision, élaboré à partir d'un élément mesurable ou appréciable permettant de considérer l'évolution d'un processus par rapport à une référence.

## Rôle
Les indicateurs sont un outil d’aide à l’évaluation dans différents domaines. Ils offrent une communication plus facile par la mise en place d’un référentiel commun, qui permet aux acteurs de différents milieux de mieux interagir.
On peut citer différents rôles remplis par les indicateurs : 
- Évaluation des politiques, de progrès, de tendances...
- Identification des mécanismes propres à un domaine (indicateur sectoriel)
- Évaluation de la pertinence ou de l'efficacité d'une réponse à un problème (par exemple de la compensation d'impacts). En fournissant des données quantifiées, il permet de déterminer concrètement le nombre et la qualité des dispositifs à mettre en place lors de la perturbation d'un milieu par les activités humaines.
- Évaluation de la performance d'une organisation (exemple en logistique : taux de service)
- Évaluations particulières, par exemple du degré d'adaptation des espèces et écosystèmes au changement climatique et de l'importance de ce dernier en termes d'impacts écologiques.
- Information et éducation des citoyens

## Caractéristiques
Un indicateur efficace doit répondre à plusieurs critères :
- robuste, fiable, précis et donc spécifique : l'interprétation doit être stable et cohérente dans le temps ;
- sensible : il doit refléter effectivement les variations de ce qu'il est censé synthétiser ou mesurer ;
- compréhensible, simple et utilisable par tous les acteurs (protocole simple et applicable dans le temps, d'heure en heure ou d'année en année par exemple) ;
- pertinent par rapport à l’objectif concerné (par exemple pour mettre en évidence les liens entre les différents composants du système ou de l'écosystème) ;
- coût acceptable par rapport au service qu'il rend ;
- utile : le fait de le considérer doit ajouter de l'information à la prise de décision.

## Un exemple: le modèle pression-état-réponse
Le modèle pression-état-réponse a été mis en place par l'Organisation de coopération et de développement économiques. Il a notamment servi de base pour de nombreux travaux sur les bioindicateurs et indicateurs de biodiversité.
Ce modèle est fondé sur la notion de causalité : les hommes et leurs activités exercent des pressions sur les écosystèmes et modifient leur qualité et leur quantité. La société (ou un système) répond à ces modifications, par des mesures dont l'ampleur et les effets peuvent aussi être évalués si ce n'est mesurés par des indicateurs.

### Indicateurs de pression
Ils décrivent souvent les altérations d'un système. On distingue :
- les pressions directes (exemples : pollutions, prélèvements de ressources peu renouvelables, pour le domaine de l'environnement) ;
- les pressions indirectes (exemples : activités humaines à l'origine d'altérations d'écosystèmes, d'agrosystèmes, de systèmes urbains, etc. ; exemples, toujours dans le domaine de l'environnement : destruction de milieux naturels, fragmentation des habitats, nombre de véhicules et kilomètres parcourus par personne et par an, consommation d'énergie, production d'énergie, démographie, etc.

### Indicateurs d'état
Ils mesurent à l'instant l'état d'un système, soit pour le comparer avec un ou des états antérieurs, soit pour le comparer ensuite avec des mesures successives pour mesurer une tendance. 

Tant que possible, ces indicateurs se rapporteront à la qualité et à la quantité.
- État de la diversité écosystémique

### Indicateurs de réponse
Ils illustrent l'état d'avancement des mesures prises (par exemple, dans le domaine de l'environnement : restauration, de la protection et/ou de la gestion des écosystèmes et de la biodiversité).

## Exemples d'indicateurs, dans différents domaines
- Dans le domaine des ressources humaines l'Indicateur Typologique de Poste (ITP) permet de définir les compétences générales, les orientations  attendues par rapport à un poste donné.
- Dans le domaine des indicateurs environnementaux, des bioindicateurs sont utilisés pour évaluer l'état de l'environnement[1] : 
  - dans le domaine de la biodiversité, les indicateurs sont le plus souvent des indices permettant de quantifier la biodiversité, sa répartition spatiale et ses variations dans le temps ;
  - dans le domaine spécifique de la qualité de l'eau, on parle aussi d'indices biotiques pour décrire l'état d'un cours d'eau, d'une mare, etc. ;
  - dans le domaine des sols, il existe aussi un indice biotique de qualité des sols.

- En chimie, les indicateurs (de pH, de complexométrie, etc.) permettent de fournir des informations sur des solutions.

- En économie, les indicateurs permettent la mesure de certaines activités économiques voire macro-économiques.

- Dans les entreprises, les indicateurs de gestion permettent aux managers des différentes activités de mesurer la performance des différentes organisations et de piloter l'activité selon les objectifs principaux du métier. Exemples :
  - dans le domaine industriel : les indicateurs comme le taux de rendement synthétique ou le taux de rendement global, etc. ;
  - dans le domaine de la finance : les indicateurs comme le ROI (retour sur investissement), la rentabilité des actifs, la marge nette, etc. ;
  - dans le domaine logistique : le taux de service, la rotation de stock, les coûts, etc. ;
  - dans le domaine marketing : la part de marché, le taux de marge, le taux de pénétration du marché, etc. ;
  - dans le domaine des achats : le Pareto des fournisseurs, etc. ;
  - dans les démarches d'amélioration continue, et dans les démarches qualité, les indicateurs permettent de mesurer ce qui est fait et le chemin restant à parcourir.

- Dans le domaine de la prospective et/ou de la planification, on s'appuie sur des indicateurs (ou indices) de tendance.